# Front national ouvrier paysan
Pour les articles homonymes, voir Front national et FN.
Ne doit pas être confondu avec Parti franciste.
Le Front national ouvrier paysan (également appelé Les Francistes), est un groupuscule d'extrême droite d'inspiration fasciste et Nazi, fondé par Henry Coston en 1933 (trois ans après la fondation des Jeunesses anti-juives), en collaboration avec Jacques Ploncard d'Assac, Albert Monniot et Jean Drault. Il joue un rôle de rival du Francisme de Marcel Bucard. 

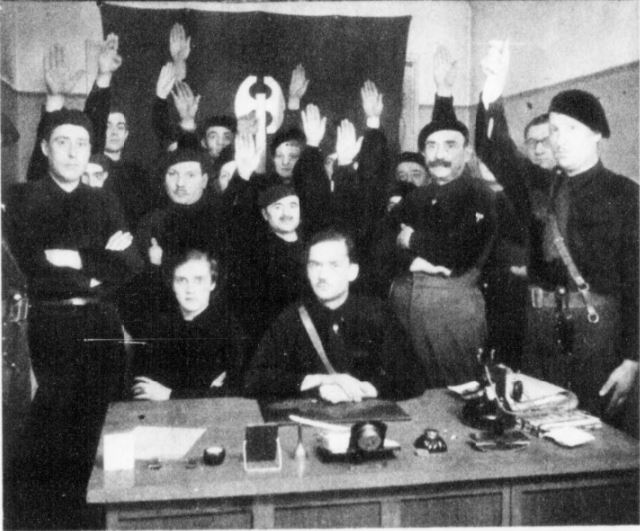
Henry Coston et l'équipe dirigeante du Front national ouvrier paysan en 1934.

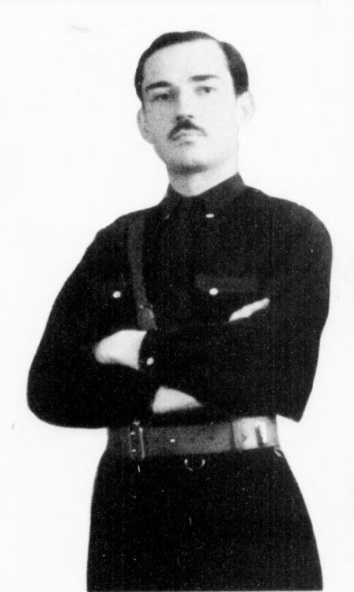
Henry Coston en 1934.

Se voulant plus radical que ce dernier, ce mouvement éphémère se voulait antisémite et se réclamait du national-socialisme dont il appliquait les principes pour la « sauvegarde de la race française ». Le Front national ouvrier paysan apparut dans les mêmes circonstances (crise économique et politique, montée des régimes autoritaires, etc.) que les diverses ligues d'extrême droite françaises durant les années 1930. Ses principaux militants appartenaient à l'équipe de La Libre Parole, journal fondé à l'origine par Édouard Drumont et relancé par Henry Coston au début des années 1930.
Le mouvement est dissous en novembre 1934.

## Membres
- Henry Coston
- Maria-Rosaria Coston (femme de H. Coston
- René-Louis Jolivet (ancien de la Solidarité française)
- Jacques Ploncard d'Assac
- Maurice-Christian Dubernard

## Brochure
- Henry Coston, « Que veulent les Francistes ? », Paris, Les Francistes, 1934, 30 p. Brochure de propagande des Francistes - Front national ouvrier-paysan.